# Cneu Cornélio Lêntulo (cônsul em 146 a.C.)
Cneu Cornélio Lêntulo (em latim: Cneus Cornelius Lentulus) foi um político da família dos Lêntulos da gente Cornélia da República Romana eleito cônsul em 146 a.C. com Lúcio Múmio Acaico. Foi pai de Cneu Cornélio Lêntulo (cônsul em 97 a.C.), cônsul em 97 a.C. e irmão de Lúcio Cornélio Lêntulo Lupo, cônsul em 156 a.C. e censor em 147 a.C..

## Primeiros anos
Em 161 a.C., Lêntulo foi enviado como embaixador, acompanhado de Públio Apústio, até Cirene com o objetivo de informar Ptolemeu VII da decisão de Roma de encerrar sua aliança com Ptolemeu VI. Em 149 a.C., foi eleito pretor.

## Consulado (146 a.C.)
Foi eleito cônsul em 146 a.C. com Lúcio Múmio Acaico, mas permaneceu em Roma enquanto Múmio recebeu o comando da Guerra Acaia, que lhe daria imensa fama. Cartago foi destruída no ano em que Lêntulo e Múmio foram cônsules, seiscentos e setenta e dois anos após a sua fundação. Neste mesmo ano, Múmio destruiu Corinto, novecentos e cinquenta e dois anos após sua fundação por Aletes, filho de Hipos. Os dois conquistadores, Cipião Emiliano e Múmio, foram honrados com títulos que faziam referência aos povos conquistados, respectivamente, "Africano" (confirmando o título que já havia recebido por herança do pai) e "Acaico". Múmio foi o primeiro homem novo a receber um cognome por glória militar.